# Luzonit
Luzonit ist ein eher selten vorkommendes Mineral aus der Mineralklasse der „Sulfide und Sulfosalze“. Es kristallisiert im tetragonalen Kristallsystem mit der Zusammensetzung Cu3AsS4, ist also chemisch gesehen ein Kupfer-Sulfarsenat.
Luzonit ist in jeder Form undurchsichtig und entwickelt nur selten gut ausgebildete Kristalle. Meist findet er sich eng verwachsen mit Enargit in Form grobkörniger bis feinkörniger oder massiger Mineral-Aggregate von dunkelrosa bis brauner Farbe bei schwarzer Strichfarbe. Frische Proben weisen zunächst einen metallischen Glanz auf, werden dann aber durch fortschreitende Verwitterung matt.
Mit Famatinit (Cu3SbS4) bildet Luzonit eine Mischkristallreihe.

## Etymologie und Geschichte
Albin Weisbach gelangte bereits 1866 durch den Bergingenieur Simon in den Besitz einiger ungewöhnlicher Enargit-Stufen, bei denen die Enargitkristalle auf einem metallisch glänzenden Mineral mit einer Farbe ähnlich der von Rotnickelkies (Nickelin) oder frischem Buntkupferkies (Bornit) saßen. Er hielt es jedoch zunächst für ein den „Kiesen“ zugehöriges Mineral und untersuchte es nicht näher. Nachdem allerdings 1868 noch andere Mineralogen ähnliche Stufen erhielten, 1869 Bergrath Fritzsche nach einer qualitativen Analyse Kupfer, Arsen und Schwefel als Hauptbestandteile feststellte und schließlich Alfred Wilhelm Stelzner in seiner Abhandlung über die Enargit-Gänge des Famatina-Gebirges in Argentinien über ein seltsames, metallisch glänzendes und rotgraues Mineral berichtete, ließ auch Weisbach seine Stufen durch seinen Kollegen Clemens Winkler genauer analysieren. Es stellte sich heraus, dass das unbekannte Mineral zwar dieselbe Zusammensetzung wie Enargit hatte, jedoch eine andere Kristallstruktur besaß, die Verbindung also dimorph war.
Weisbach und Winkler bezeichneten das neue Mineral, das erstmals von Simon auf den Kupfergängen der „Grube Lepanto“ nahe Mankayan auf der philippinischen Insel Luzon entdeckt worden war, in Anlehnung an dessen Typlokalität als Luzonit.

## Klassifikation
Bereits in der mittlerweile veralteten, aber noch gebräuchlichen 8. Auflage der Mineralsystematik nach Strunz gehörte der Luzonit zur Mineralklasse der „Sulfide und Sulfosalze“ und dort zur Abteilung der „Sulfide mit dem Stoffmengenverhältnis Metall : Schwefel, Selen, Tellur = 1:1“, wo er zusammen mit Barquillit, Briartit, Černýit, Famatinit, Ferrokësterit, Hocartit, Kësterit, Kuramit, Permingeatit, Petrukit, Pirquitasit, Rhodostannit, Sakuraiit, Stannit, Toyohait und Velikit die „Stannitgruppe“ mit der System-Nr. II/C.06 bildete.
Die seit 2001 gültige und von der International Mineralogical Association (IMA) verwendete 9. Auflage der Strunz’schen Mineralsystematik ordnet den Luzonit ebenfalls in die Klasse der „Sulfide und Sulfosalze“, dort allerdings in die neu definierte Abteilung der „Sulfarsenate“ ein. Zusätzlich werden die Sulfarsenate weiter unterteilt, je nachdem, ob die Verbindung über (As,Sb)S4-Tetraeder oder mit zusätzlichem Schwefel aufgebaut ist. Das Mineral ist daher entsprechend seiner Zusammensetzung in der Unterabteilung „Sulfarsenate mit (As,Sb)S4-Tetraedern“ zu finden, wo es als Namensgeber die „Luzonitgruppe“ mit der System-Nr. 2.KA.10 und den weiteren Mitgliedern Barquillit, Briartit, Famatinit und Permingeatit bildet.
Auch die vorwiegend im englischen Sprachraum gebräuchliche Systematik der Minerale nach Dana ordnet den Luzonit in die Klasse der „Sulfide und Sulfosalze“, dort allerdings in die Abteilung der „Sulfosalze“ ein. Hier ist er ebenfalls als Namensgeber der „Luzonitgruppe“ mit der System-Nr. 03.02.02 und den weiteren Mitgliedern Famatinit und Permingeatit innerhalb der Unterabteilung „Sulfosalze mit dem Verhältnis z/y = 4 und der Zusammensetzung (A+)i(A2+)j[ByCz], A = Metalle, B = Halbmetalle, C = Nichtmetalle“ zu finden.

## Kristallstruktur
Luzonit kristallisiert tetragonal in der Raumgruppe I42m (Raumgruppen-Nr. 121) mit den Gitterparametern a = 5,33 Å und c = 10,57 Å sowie 2 Formeleinheiten pro Elementarzelle.

## Modifikationen und Varietäten
Die Verbindung Cu3AsS4 ist dimorph und kommt neben dem tetragonal kristallisierenden Luzonit noch als orthorhombisch kristallisierender Enargit vor.

## Bildung und Fundorte

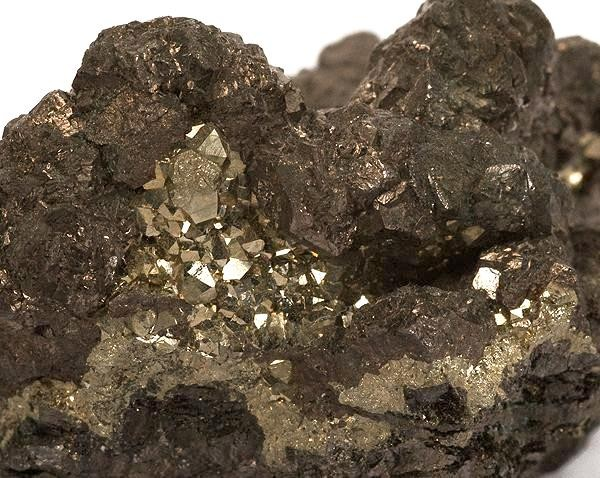
Luzonit und Pyrit aus der „Chinkuahshih Mine“, Ruifang, Neu-Taipeh

Luzonit bildet sich in kupfer-, arsen- und antimonreichen, niedrig- bis mittelgradigen Hydrothermal-Adern. Dort tritt er neben Enargit noch mit vielen weiteren Sulfiden vergesellschaftet auf wie unter anderem Bismuthinit, Chalkopyrit, Colusit, Covellin, Markasit, Pyrit, Sphalerit, Stannoidit, Tetraedrit und Tennantit, verschiedenen Silber-Sulfosalzen, den Sulfaten Alunit und Baryt, dem ebenfalls meist anwesenden Quarz sowie gediegen Silber und Gold.
Als eher selten vorkommende Mineralbildung kann Luzonit an verschiedenen Fundorten zum Teil zwar reichlich vorhanden sein, insgesamt ist er aber wenig verbreitet. Weltweit sind bisher (Stand: 2012) rund 160 Fundorte bekannt. Neben seiner Typlokalität „Lepanto Mine“ auf Luzon fand sich Luzonit auf den Philippinen noch in einem Aufschluss bei Tampakan auf Mindanao.
Bekannt aufgrund außergewöhnlicher Luzonitfunde ist unter anderem die „Quiruvilca Mine“ in der Provinz Santiago de Chuco (La Libertad) in Peru, wo Kristalle bis etwa 4 cm Größe zutage traten.
In Deutschland konnte das Mineral an mehreren Orten im Schwarzwald in Baden-Württemberg gefunden werden wie z. B. bei Wittichen und der bekannten Grube Clara. Daneben trat es aber auch am Hohenstein bei Lautertal (Odenwald) in Hessen, in der Grube Lüderich und der Schlackenhalde bei Genna/Lethmathe in Nordrhein-Westfalen, in der Grube Reich Geschiebe bei Imsbach in Rheinland-Pfalz sowie am Steinbruch Arweiler bei Reimsbach im Saarland auf.
In Österreich fand sich Luzonit bisher vor allem in der Umgebung der Tiroler Gemeinden Brixlegg und Rattenberg, trat aber auch im Schwarzleograben bei Hütten/Leogang in Salzburg und im Haidbachgraben nahe Semmering in Niederösterreich auf.
Weitere Fundorte liegen unter anderem in Argentinien, Armenien, Aserbaidschan, Bolivien, Bulgarien, Chile, Fidschi, Frankreich, Griechenland, Indonesien, Italien, Japan, Kasachstan, Malaysia, Mazedonien, Mexiko, Namibia, Papua-Neuguinea, Polen, Rumänien, Russland, der Slowakei, Taiwan, Tschechien, Tunesien, der Türkei, Ungarn, Usbekistan, im Vereinigten Königreich (Großbritannien) und den Vereinigten Staaten von Amerika (USA).